# Moordorf (Neustadt am Rübenberge)
Moordorf ist als Siedlung ein Teil der Ortschaft Poggenhagen in der Stadt Neustadt am Rübenberge in Niedersachsen.

## Geographie
Moordorf liegt an der B 442, am östlichen Rand des Toten Moores und westlich der Bahnstrecke Wunstorf–Bremen.

## Geschichte
Der Ort wurde erstmals im Jahr 1252 urkundlich unter dem Namen mortorpe erwähnt.
Im Lehnsregister des Herzogs Wilhelm von Braunschweig-Lüneburg um die Zeit 1360/1370 wird Moordorf unter dem Namen Morhof vor der Nyenstad mit dem dazugehörigen Acker dem Herrn Ludolf Campen zum Lehen gegeben.
Für das Jahr 1848 wird angegeben, dass Moordorf mit dem Moorkrug einen Gemeindeverband bildete und elf Wohngebäude hatte, in denen 57 Einwohner lebten. Zu der Zeit verfügte Moordorf über eine Schule und war nach Neustadt eingepfarrt.
Am 1. Dezember 1910 hatte Moordorf im Landkreis Neustadt am Rübenberge 148 Einwohner. Bereits im Jahr 1928 wurde Moordorf als eigenständige Gemeinde aufgelöst und nach Poggenhagen eingemeindet.